# Nouchka Fontijn
Nouchka Mireille Fontijn (Schiedam, 9 november 1987) is een voormalig Nederlandse boksster die uitkwam in het middengewicht. Ze heeft 14 jaar gebokst op het hoogste niveau.

## Begin carrière
Fontijn begon in 2007 op 19-jarige leeftijd met boksen, nadat ze een aantal jaren aan taekwondo had gedaan. Ze is Nederlands kampioen sinds 2009. Sinds dat jaar ging ze ook steeds beter presteren over de grens. In 2010 kwam een doorbraak met winst op ex wereldkampioene Anna Laurell, een deelname aan haar eerste WK, waar ze de kwartfinale behaalde.

## Successen
Op de Europese kampioenschappen van 2011 in Rotterdam behaalde Fontijn een zilveren medaille. Ze werd voor het eerst Europees kampioen in 2014 en in datzelfde jaar behaalde ze de bronzen medaille op de wereldkampioenschappen. Op de 1e Europese Spelen in Bakoe in 2015 won ze de gouden medaille. Daarnaast won ze meerdere internationale toernooien. In 2016 wist ze zich als eerste vrouwelijke bokser te kwalificeren voor de Olympische Spelen.
Europese titels volgenden er in 2017 en 2018. In 2019 won ze zilver op de Europese Spelen in Minsk. WK zilver was er in 2016,2018 en 2019.

## Olympische Zomerspelen 2016 en 2021
In Rio de Janeiro had Fontijn in de eerste ronde een bye, waarna ze in de kwartfinale met 2-0 won van de Britse Savannah Marshall en verzekerd was van een medaille. In de daaropvolgende halve finale trof ze de Chinese Li Qian. Die partij won ze op punten (2-0) en ze bereikte daarmee de finale tegen de Amerikaanse Claressa Shields. Daar wist ze Shields niet te verslaan, waardoor ze zilver behaalde.
De spelen van 2020 werden een jaar uitgesteld door Covid. Fontijn besloot haar bokscarrière hierdoor een jaar te verlengen. Wist zich in juni 2021 te kwalificeren, en reisde later af naar Japan. Eerst voor een trainingskamp, daarna verplaatsing naar het Olympisch dorp. Winst op haar Poolse en Canadese tegenstandsters gaven haar een plek in de halve finale. Helaas stopte het daar voor Fontijn. Zij nam de bronzen medaille mee naar huis als afsluiting van haar boksloopbaan.

## Wereldkampioenschappen 2019
Op de wereldkampioenschappen van 2019 in Oelan-Oede won Fontijn de zilveren medaille. Na afloop van het gevecht werd ze tot winnaar verklaard, maar een protest van Lauren Price (Wales) werd gehonoreerd. Het opnieuw mislopen van de wereldtitel, door het terugdraaien van een beslissing, was een grote teleurstelling.

## Televisie
- In het jaar 2021/2022 deed ze mee aan het programma Special Forces VIPS, waarin ze samen met Tim Haars de finale bereikte en volbracht.
- In 2022 deed Fontijn mee aan het spelprogramma The Genius van de NTR.[3] Ze viel hier de aflevering voor de finale af.
- In 2024 was Fontijn een van de deelnemers aan het 24e seizoen van het RTL 4-programma Expeditie Robinson, ze wist na 34 dagen de halve finale te behalen en eindigde daar op een gedeelde vierde plek.[4]

## Boek
- In 2025 kwam haar boek “Vallen en terugslaan-In 12 rondes naar persoonlijk succes” uit en gaat onder meer over de overeenkomsten tussen boksen en het leven.